# Корисні копалини Лівії
Корисні копалини Лівії.

## Загальна характеристика
У Лівії відомі великі родовища нафти, природного газу, залізних руд і невеликі родовища калійної і магнезіальної солей, соди, фосфоритів, гіпсу, вапняків, глини і вугілля (табл.). Мінеральні родовища включають також мармур, бентоніт, пісок кремнезему, є прояви золота і базових металів.
Таблиця. – Основні корисні копалини Лівії станом на 1998-1999 рр.
| Корисні копалини               | Запаси       | Запаси   | Вміст корисного компоненту в рудах, % | Частка у світі, % |
| Корисні копалини               | Підтверджені | Загальні | Вміст корисного компоненту в рудах, % | Частка у світі, % |
| Нафта, млн т                   | 3685         |          |                                       | 2,7               |
| Природний горючий газ, млрд м3 | 1310         |          |                                       | 0,9               |
| Залізні руди, млн т            | 1800         | 2000     | 50 (Fe)                               | 1                 |

## Окремі види корисних копалин
Нафта і газ. За запасами нафти Лівія посідає 1-е місце в Африці [Mining Annual Review 2002]. У країні виявлено близько 90 нафтових і близько 10 газових родовищ в нафто-газоносних областях Хамра на заході і Сирт на сході. Нафтогазоносна область Хамра приурочена до східньої частини Алжиро-Лівійського басейну, виконаного палеозойськими переважно теригенними морськими і континентальними відкладами потужністю до 4 км, перекритими на півночі піщано-глинистими і вапняковими відкладами мезозою (потужність — до 2 км). Тут у відкладах ордовика — нижнього тріасу виявлено 35 нафтових і газових родовищ. Колектори високої пористості (18–25 %). Найбільші родовища — Хамра, Емгаєт. Нафти легкі (до 840 кг/м³), малосірчисті. У нафтогазоносній області Сирт, яка входить до Сахаро-Середземноморського нафтогазоносного басейну продуктивні пісковики кембрію-ордовика, доломіти і рифогенні вапняки верхньої крейди, вапняки і рифогенні вапняки палеоцену-еоцену (до 12 горизонтів). Родовища пов'язані з пологими брахіантикліналями. Поклади пластові склепінчасті (у вапняках масивні), локалізовані в основному на глибині 900–2500 м. Виявлено 80 родовищ, в тому числі гігантське родовище Серір і найбільші (з запасами понад 100 млн т) родовища нафти Амаль, Нафура, Рагуба, Інтісар Д, Насер (Зельтен), Бахі, Ваха, Самах, Дефа та ін., а також родовище газу Хатейба (339 млрд м³). Нафти легкі і середні (до 860 кг/м³).
У 1988, коли були виявлені останні значні родовища нафти на території країни, обсяг запасів нафти оцінювався в 3 млрд т. Найбільші родовища нафти — Серір, Бахі, Нафура, Рагуба, Інтісар, Насер, Ваха, Самах — розташовані на південь від затоки Сидру і сполучені нафтопроводами з узбережжям.
За оцінками British Petroleum на 2003 р у Лівії запаси нафти 30 млрд барелів, частка у світі — 3 %, за рівнем споживання майбутній продуктивний період — 59 р.
За запасами природного газу Лівія займає 3-є місце в Африці (після Алжиру і Нігерії). Найбільше родовище Хатейба (339 млрд м³). На початку 1990-х років в нафтогазоносному басейні Сурт (Сирт) були виявлені нові запаси природного газу.
Вугілля. Запаси вугілля в країні встановлені східніше Мурзука, де в нубійських пісковиках залягає пласт вугілля потужністю близько 10 м (Завіла), на півночі — вугленосний горизонт в нижньокрейдових відкладах (Налут, Кікла, Тархуна).
Залізо. Родовища залізних руд осадового типу є в районі Еш-Шаті. Рудоносні товщі верхнього девону представлені глинисто-піщанистими відкладами з прошарками вапняків і мергелей. Загальна довжина рудоносної зони 180 км, ширина 10–15 км, потужність рудної пачки 50 м. У розрізі виділено 5 продуктивних пластів потужністю 4–9 м. Руди представлені гематитом, гетитом, сидеритом оолітової будови. Найбільші родовища: Південний Тарут, Ашкеда, Ед-Дуеса і Ель-Ауджа та ін. Характерна особливість залізних руд — підвищений вміст фосфору.
Фосфорити. У Лівії відомі родовища і вияви фосфоритів у відкладах верхнього тріасу і маастріхт-палеогенового віку на північному-заході.
Лінзоподібні промислові пласти піщанистих зернистих фосфоритів мають потужність 0,2–0,3 м, вміст Р2О5 до 31,4 %.
Нерудні мінерали. Родовища гіпсу приурочені до відкладів нижньої юри і поширені на північному-заході Триполітанії, в районі Ер-Румія. Потужність гіпсоносної товщі 270 м. Родовища калійних і магнезіальних солей пов'язані з міоценовими відкладами в озерній улоговині району г. Марада. Сода видобувається з озер западини Мурзук, найбільш великі озера досягають розміру 60×450 м при глибині 0,5–1 м.
Концентрація ропи 23–205 г/л сухого залишку. При пересиханні озер потужність кірки солей 15–30 см (вміст Na2СО3 34,1–66,5 %). Родовища глин пов'язані з відкладами нижньої крейди в районі г. Гар'ян, вапняків (для виробництва цементу) — з міоценовими відкладами в районі гір Хомс і Бенгазі.